# معركة الفيصل
معركة الفيصل هي معركة شنّتها القوات الحكومة اليمنية ضد تنظيم القاعدة الذي كان يُسيطر على مجموعة من المناطق في اليمن.

## الخلفية
حصلت هذه العملية أو المعركة مباشرة بعد تمرد حضرموت ثم معركة المكلا التي حصلت عام 2016.

## المعركة
أطلقت قوات النخبة الحضرمية في 17 فبراير من العام 2018 معركة الفيصل بدعم من القوات الإماراتية من أجل استعادة السيطرة على الكثير من المناطق التي سيطر عليها مسلحي تنظيم القاعدة في وقت سابق. بدأ الهجوم مباشرة عندما قامت قوات النخبة الحضرمية -الموالية للإمارات- بشنّ هجوم من ثلاثة اتجاهات بهدف حصار مسلحي القاعدة في الوادي. بحلول يوم 18 فبراير؛ كانت قوات النخبة الحضرمية قد دخلت الوادي وبدأت ببطء في استعادة جميع المناطق في جميع أنحاء الوادي. بعد قتال عنيف لمدة 48 ساعة انسحب تنظيم القاعدة في جزيرة العرب من الوادي الحضرمي الذي سيطرت علية قوات النخبة بالكامل كما صادرت معدات التنظيم والذخائر المستخدمة من قبل المجموعة الإرهابية في تنفيذ العمليات الإجرامية. أعلنَ محافظ حضرموت اللواء فرج البحساني «أن العملية كانت ناجحة كما ستكون باقي العمليات التي تهدف إلى السيطرة بالكامل على المناطق الجنوبية وتطهيرها من مسلحي تنظيم القاعدة في شبه الجزيرة العربية. وعلاوة على ذلك أثناء تمشيط المنطقة؛ عثر القوات الحضرمية على مخابئ كبيرة من الذخيرة بما في ذلك قذائف هاون وصواريخ من مختلف الأصناف. أمّنت القوات اليمنية المنطقة بالكامل تقريبا كما نشرت وحدات دورية عبر الهضاب المحيطة لاستباق أي هجمات مضادة من مسلحي تنظيم القاعدة في جزيرة العرب.»

## ما بعد الهجوم
تراجع مسلحي تنظيم القاعدة إلى الوراء فحاولت قوات النخبة الحضرمية مطاردتهم لعدة كيلومترات قبل أن تكف عن السعي ورائهم ومحاولة البحث عن تكتيك جديد يتمثل بالأساس في إنشاء مواقع ونقاط تفتيش تابعة لقوات النخبة.